# حقيقيات النوى الفيروسية
إن تكوين حقيقيات النوى الفيروسية هي الفرضية القائلة بأن نواة الخلية للكائنات الحية حقيقية النواة قد تطورت من فيروس كبير للحمض النووي الريبوزي منقوص الأكسجين في شكل تعايش جواني داخل عتائق توليد الميثان أو بكتيريا. تطور الفيروس لاحقًا إلى نواة حقيقية النواة عن طريق الحصول على الجينات من جينوم المضيف واستغلال دوره في النهاية. اقترحت الفرضية لأول مرة من قبل فيليب بيل في عام 2001 وانتشرت بشكل أكبر مع اكتشاف فيروسات الحمض النووي الرايبوزي منقوص الأكسجين الكبيرة والمعقدة (مثل الفيروس المحاكي) القادرة على التصنيع الحيوي للبروتين.
كان تكوين حقيقيات النوى الفيروسي مثيرًا للجدل لعدة أسباب. أولاً، يُقال أحيانًا أن الأدلة المفترضة للأصول الفيروسية للنواة يمكن استخدامها على العكس من ذلك لاقتراح الأصول النووية لبعض الفيروسات. ثانيًا، أدت هذه الفرضية إلى تأجيج الجدل الطويل حول ما إذا كانت الفيروسات كائنات حية.

## الفرضية
تفترض فرضية تكوين حقيقيات النوى الفيروسية أن حقيقيات النوى تتكون من ثلاثة عناصر متوارثة: مكون فيروسي أصبح النواة الحديثة. خلية بدائية النواة (عتائق وفقًا لفرضية الخلايا البادئة) التي تبرعت بالسيتوبلازم وغشاء الخلية للخلايا الحديثة؛ وخلية أخرى بدائية النواة (هنا بكتيريا) والتي، عن طريق الإدخال الخلوي، أصبحت الميتوكوندريا أو البلاستيدات الخضراء.
في عام 2006، اقترح الباحثون أن الانتقال من الحمض النووي الريبوزي إلى جينومات الحمض النووي الرايبوزي منقوص الأكسحين حدث لأول مرة في العالم الفيروسي. قد يكون الفيروس المعتمد على الحمض النووي الرايبوزي منقوص الأكسجين قد وفر تخزينًا لمضيف قديم كان يستخدم حمض نووي رايبوزي سابقًا لتخزين معلوماته الجينية (يُطلق على هذا المضيف اسم الرايبوسيل أو الرايبوسيت). ربما اعتمدت الفيروسات في البداية على الحمض النووي كطريقة لمقاومة إنزيمات الديغرادوسوم في الخلايا المضيفة. ومن ثم، قد تكون مساهمة هذا المكون الجديد مهمة مثل مساهمة البلاستيدات الخضراء أو الميتوكوندريا. باتباع هذه الفرضية، حصلت كل من العتائق، البكتيريا وحقيقيات النوى على نظام معلومات الحمض النووي الخاص بها من فيروس مختلف. في الورقة الأصلية، كانت أيضًا خلية الحمض النووي الرايبوزي في أصل حقيقيات النوى، ولكنها في النهاية أكثر تعقيدًا وتتميز بمعالجة الحمض النووي الرايبوزي. على الرغم من أن هذا يتناقض مع فرضية الخلايا البادئة الأكثر احتمالية في الوقت الحاضر، يبدو أن الفيروسات قد ساهمت في أصل جميع مجالات الحياة الثلاثة. كما اقترح أن التيلوميراز والتيلوميرات(القسيم الطرفي)، التي تعد جوانب رئيسية لتكاثر الخلايا حقيقية النواة، لها أصول فيروسية. علاوة على ذلك، فإن الأصول الفيروسية لنواة حقيقية النواة الحديثة ربما اعتمدت على عدوى متعددة للخلايا البدائية التي تحمل سلائف الميتوكوندريا البكتيرية بالفيروسات المستذيبة.
تُصور فرضية تكوين حقيقيات النوى الفيروسية نموذجًا لتطور حقيقيات النوى الذي تطور فيه فيروس مشابه لفيروس الجدري الحديث إلى نواة عن طريق اكتساب الجينات من الأنواع البكتيرية البدائية الموجودة. ثم أصبح الفيروس المستذيب مركز تخزين المعلومات للخلية، بينما احتفظت الخلية بقدراتها على ترجمة الجينات والوظيفة العامة على الرغم من دخول الجينوم الفيروسي. وبالمثل، احتفظت الأنواع البكتيرية المشاركة في عملية تكوين حقيقيات النوى بقدرتها على إنتاج الطاقة في شكل أدينوسين ثلاثي الفوسفات مع تمرير الكثير من معلوماتها الجينية إلى عضية نواة الفيروس الجديدة. يُفترض أن دورة الخلية الحديثة، حيث يحدث الانقسام المتساوي والانقسام المنصف والجنسي في جميع حقيقيات النوى، وقد تطورت بسبب التوازنات التي تصبها الفيروسات؛ والتي تتبع بشكل مميز نمطًا من المفاضلة بين إصابة أكبر عدد ممكن من المضيفين وقتل مضيف فردي من خلال انتشار الفيروس. افتراضيًا، قد تعكس دورات التكاثر الفيروسي تلك الخاصة بالبلازميدات والليسوجينات الفيروسية. ومع ذلك، فإن هذه النظرية مثيرة للجدل، ومن الضروري إجراء تجارب إضافية على فيروسات بدائية، حيث من المحتمل أن تكون الأكثر تشابهًا من الناحية التطورية مع نوى حقيقيات النوى الحديثة.
تشير فرضية تكوين حقيقيات النوى الفيروسية إلى دورة خلية حقيقيات النوى، وخاصة الجنسي والانقسام المنصف، كدليل. لا يُعرف سوى القليل عن أصول الحمض النووي الرايبوسي منقوص الأكسجين أو التكاثر في الخلايا بدائية النواة أو حقيقية النواة. ومن ثم فمن الممكن أن تكون الفيروسات قد شاركت في تكوين الخلايا الأولى للأرض. تحتوي الخلايا حقيقية النواة على دنا خطي مع تسلسلات نهائية متخصصة، مثل تلك الخاصة بالفيروسات (وعلى عكس الجينومات البكتيرية، التي لها طوبولوجيا دائرية)؛ يستخدم ناقلة غوانيليل الرنا الرسول ويفصل النسخ عن الترجمة. الخلايا حقيقية النواة قادرة أيضًا على التكاثر السيتوبلازمي. تحتوي بعض الفيروسات الكبيرة على بوليميراز الحمض النووي الريبوزي الخاص بها. وثقت عمليات نقل النوى "المعدية" في العديد من الطحالب الحمراء الطفيلية.

## الأدلة الداعمة
تتضمن الأدلة الداعمة الحديثة اكتشاف أنه عند إصابة خلية بكتيرية، فإن العاثية العملاقة 201 Φ2-1 (من جنس فايروس فيكز) تجمع بنية تشبه النواة حول منطقة تكرار الجينوم وتفكيك النسخ والترجمة، ويكون ناقل غوانيليل الرنا الرسول ثم ينقل إلى السيتوبلازم حيث يخضع للترجمة. وجد نفس الباحثين أيضًا أن هذه العاثية نفسها تشفر نظيرًا حقيقيًا لنواة تيوبيولين(فِز) والذي يلعب دوراً في وضع المصنع الفيروسي في مركز الخلية أثناء تكاثر الجينوم. يشترك مغزل فِز في العديد من الخصائص الفريدة مع مغازل حقيقية النواة: عدم الاستقرار الديناميكي، ومصفوفات الشعيرات ثنائية القطب، وتحديد موقع الحمض النووي الريبوزي منقوص الأكسجين مركزيًا. علاوة على ذلك، فإن العديد من فئات فيروسات الحمض النووي الكبيرة النوكليوسيتوبلازمية مثل الفايروس المحاكي لديها جهاز لإنتاج غوانيليل الرنا الرسول مغطى بواسطة 7- ميثيل غوانوسين وتحتوي على متماثلات من بروتين عامل بدء الترجمة للخلايا حقيقية النواة 4E ربط الغطاء حقيقية النواة. يشير هؤلاء الذين يدعمون تكوين حقيقيات النوى الفيروسي أيضًا إلى نقص هذه الميزات في العتائق، وبالتالي يعتقدون أن فجوة كبيرة تفصل بين المجموعات البدائية الأكثر ارتباطًا بحقيقيات النوى وحقيقيات النوى نفسها من حيث النواة. في ضوء هذه الاكتشافات وغيرها، قام بيل بتعديل أطروحته الأصلية ليقترح أن السلف الفيروسي للنواة كان فيروسًا بدائيًا يشبه فيروسات الحمض النووي الكبيرة النوكليوسيتوبلازمية وليس فيروسًا شبيهًا بالجدري. هناك جزء آخر من الأدلة الداعمة وهو أن جهاز السد لميثيل غوانوسين 7 (المتضمن في فك اقتران النسخ من الترجمة) موجود في كل من حقيقيات النوى والفايروس المحاكي ولكن ليس في لوك يورك ياتا التي تعتبر أقرب الأقارب البدائية لحقيقيات النوى وفقًا لفرضية الخلية البادئة (مدعومة أيضًا من قبل التحليل الوراثي لمسار تغطية 7-ميثيل غوانوسين ).

## الآثار المترتبة
العديد من المبادئ في النظرية ممكنة. على سبيل المثال، يحمل الفيروس الحلزوني بغلاف ثنائي الشحوم تشابهًا واضحًا مع نواة خلوية مبسطة للغاية (أي، كروموسوم الحمض النووي الرايبوزي منقوص الأكسجين مغلف داخل غشاء دهني). من الناحية النظرية، يمكن لفيروس الحمض النووي الرايبوزي منقوص الأكسجين السيطرة على خلية بكتيرية أو بدائية. بدلاً من تكرار الخلية المضيفة وتدميرها، فإنها ستبقى داخل الخلية، وبالتالي التغلب على معضلة المقايضة التي تواجهها الفيروسات عادةً. مع سيطرة الفيروس على الآلية الجزيئية للخلية المضيفة، سيصبح بشكل فعال نواة وظيفية. من خلال عمليات الانقسام الخلوي والانقسام السيتوبلازمي، يقوم الفيروس بتجنيد الخلية بأكملها كمتعايش - طريقة جديدة للبقاء والتكاثر.

## أنظر أيضاً
- فيروس راجع داخلي
- عنصر فيروس ذاتي